# クリス・ホイットニー
クリス・ホイットニー（Christopher Antoine Whitney, 1971年10月5日 - ）はアメリカ合衆国ケンタッキー州ホプキンスビル出身の元バスケットボール選手。NBAのワシントン・ウィザーズなど4チームに所属した。ポジションはポイントガード。身長183cm、体重79.4kg。

## 経歴
クレムソン大学で2シーズンプレイした後、1993年のNBAドラフトの2巡全体47位でサンアントニオ・スパーズに入団。3人目のポイントガードとしてキャリアを積むも、2年目となる94-95シーズン途中に解雇された。1995年2月にはCBAのラピッドシティ・スリラーズと契約した。翌年の95-96シーズンは途中までCBAのフロリダ・ビーチドッグスでプレイしていたが、1996年3月3日、ワシントン・ブレッツ（現在のワシントン･ウィザーズ）と10日間契約を結び、3月23日にシーズン終了までの契約を結んだ。
その後、チーム名がブレッツからウィザーズに変わる中、通算で7シーズン在籍し、2001年3月にロッド・ストリックランドが解雇されるまで、主にポイントガードの控えとして出場した。
2001-02シーズンは、81試合に先発で出場し正確なスリーポイントシュートでチームに貢献、自己最高の平均10.2得点を記録した。
2002-03シーズン前に、デンバー・ナゲッツへ移籍する。29試合に出場したが、シーズン途中の2003年2月26日に放出される。しかし、その2日後にオーランド・マジックと契約、プレイオフにも出場した。
2003-04シーズンに、古巣のウィザーズに在籍した後、引退した。